# Клейн и Вагнер
«Клейн и Вагнер» (нем. Klein und Wagner) — рассказ Германа Гессе, был написан и опубликован в 1919 году.

## Сюжет
Похитив крупную сумму денег и оставив дома жену и детей, чиновник Фридрих Клейн бежит из страны и отправляется поездом на юг в Италию. Герой переживает духовный кризис, его посещают мысли о самоубийстве. Внезапно в сознании Клейна возникает имя «Вагнер». Для него оно имеет два значения: во первых, это великий немецкий композитор Вагнер, которым Фридрих восхищался в молодости, а во вторых, это Вагнер, учитель-убийца, вырезавший всю свою семью, о котором Клейн когда-то прочитал в газете.
В новом городе Клейн встречает танцовщицу Терезину, с которой у него завязываются близкие отношения. Но жуткие мысли не дают покоя Фридриху, и он решает покончить с собой. Через неделю после своего побега Клейн бросается с лодки в озеро.

## Создание и публикация
«Клейн и Вагнер» был написан в 1919 году в Монтаньоле, куда Гессе переехал весной этого же года из Берна, покинув жену и троих детей (этот момент биографии писателя был отражен в рассказе). Также в данном произведении заметно сильное влияние психоанализа, которым Гессе увлекался в то время. Во многом «Клейн и Вагнер» схож с романом «Степной волк», написанным восемью годами позже. Также стоит заметить, что учитель-убийца Вагнер существовал на самом деле: в 1913 году школьный преподаватель из Штутгарта Эрнст Август Вагнер убил свою жену и четырёх детей.
Впервые рассказ был опубликован в октябре 1919 года в литературном ежемесячнике «Vivos Voco». В 1920 году «Клейн и Вагнер» вышел в издательстве Самуэля Фишера в Берлине в сборнике вместе с рассказами «Последнее лето Клингзора» и «Душа ребенка».